# Leżajsk
Leżajsk é um município da Polônia, na voivodia da Subcarpácia e no condado de Leżajsk. Estende-se por uma área de 20,58 km², com 13 990 habitantes, segundo os censos de 2017, com uma densidade de 679,8 hab/km².